# Mals Heath
El Malser Heath (en alemán: Malser Haide) está situado en el Tirol del Sur, Italia; es uno de los mayores deslizamientos de tierra antiguos y una de las características paisajísticas más notables de los Alpes. Se encuentra en el Alto Vinschgau, donde un amplio paso (el puerto de Reschen) cruza la principal división alpina en el Valle del Inn (Austria). Se extiende desde Glurns a través de Laatsch, Schleis y Burgeis hasta Plawenn. En la parte sur está el pueblo de Mals. 
La diferencia de altura del Heath varía entre los 900 m (Glurns) y los 1.760 m (Plawenner Alm). 
El deslizamiento de tierra emerge del pequeño valle lateral de Plawenntal, y desciende durante 11 km hasta la cabecera de Vinschgau propiamente dicha. 
El volumen del deslizamiento de tierra se estima en 1.650 millones de metros cúbicos. Siempre se había supuesto que era un depósito aluvial, formado por numerosas inundaciones y pequeños flujos de materiales erosionados. Las nuevas investigaciones demuestran que podría haber existido una montaña actualmente desaparecida por encima de  la parte alta de Plawenntal, con una cumbre de unos 3100 m, siendo el pico más alto actual del perímetro el Mittereck, de 2.908 m. 
Hay indicios en todo el perímetro de un colapso catastrófico, que cortó antiguas crestas y cabeceras de valle (en particular en Vivanatal). La forma de la montaña desaparecida puede reconstruirse fácilmente proyectando estas formas truncadas hasta que se encuentran. 
El volumen de la montaña perdida (llamada Plawennspitz) es muy parecido al de Mals Heath. 
Actualmente no hay evidencia de cuándo ocurrió este suceso, pero probablemente fue poco después de que el último glaciar se derritiera, hace más de 10.000 años. Eventos similares probablemente crearon grandes depósitos aluviales cerca de St. Valentin, y en el Alto Vinschgau, sobre todo en Allitz-Laas (Gadriamure) donde la montaña desaparecida y el vasto cono de escombros son aún más grandes. Otros mega depósitos en los Alpes probablemente también sean debidos a catástrofes. El Malser Heath solía ser un brezal estéril. El depósito de escombros represa un lago, el Haidersee, que ahora se utiliza como fuente de agua de riego a través de un sistema de canales, y casi todo el brezal está ahora cultivado y próspero. 
El depósito también desplaza el río principal, el Adige, y su gran afluente, el Puni, a lados opuestos del valle. Todavía se producen inundaciones desastrosas, que destruyen casas e incluso pueblos. La carretera principal sube el depósito de escombros en amplios zigzags, no en las habituales curvas de un puerto alpino, con varios grandes generadores eólicos que aprovechan el terreno liso y el embudo de viento natural.